# Geert Lambert
Geert Lambert (ur. 28 lutego 1967 w Ostendzie) – belgijski i flamandzki polityk oraz prawnik, parlamentarzysta, lider Partii Socjalliberalnej.

## Życiorys
Ukończył studia prawnicze na Uniwersytecie w Gandawie. Na tej samej uczelni specjalizował się w naukach morskich. Praktykował w zawodzie prawnika.
W latach 1992–1996 przewodniczył organizacji młodzieżowej Unii Ludowej (VU). Następnie objął mandat radnego Ostendy, od 1996 do 2000 był urzędnikiem miejskim. W latach 1999–2001 pełnił funkcję wiceprzewodniczącego VU, po rozpadzie tego ugrupowania na Nowy Sojusz Flamandzki i SPIRIT został wiceprzewodniczącym drugiego z nich.
Od 2003 do 2007 zasiadał w Izbie Reprezentantów, pełnił funkcję jej wiceprzewodniczącego. Był m.in. członkiem Zgromadzenia Parlamentarnego Rady Europy. W 2004 objął stanowisko przewodniczącego partii SPIRIT, które zajmował do 2007, kiedy to zastąpiła go Bettina Geysen.
Od 2007 do 2010 sprawował mandat senatora. W 2008 ponownie stanął na czele swojego ugrupowania, doprowadził do przyjęcia nowej nazwy, zerwania sojuszu politycznego z Partią Socjalistyczną, a w 2009 połączenia się z flamandzkimi zielonymi.